# Belbolla
Belbolla är ett släkte av rundmaskar. Belbolla ingår i familjen Enchelidiidae.
Släktet innehåller bara arten Belbolla asupplementata.